# Rettungsdienstbedarfsplan
In einem Rettungsdienstbedarfsplan (auch Rettungsdienstbereichsplan (Thüringen), Bedarfsplan (Nordrhein-Westfalen, Niedersachsen), Bereichsplan (Sachsen) genannt) werden die bedarfsgerechten, medizinisch notwendigen, leistungsfähigen und wirtschaftlichen Vorhaltekapazitäten für die Notfallrettung und den Krankentransport unter Beachtung der Vorgaben für die Einhaltung der Hilfsfrist im Einzelnen räumlich und mengenmäßig festgelegt Dies umfasst insbesondere die Planung der Standorte und Versorgungsbereiche der Rettungswachen, die Anzahl und die Art der vorzuhaltenden Rettungsmittel für jede Rettungswache einschließlich der Notarzteinsatzbereiche und Angaben über die personelle Besetzung und Ausstattung der Rettungswachen.
Die Erstellung eines Rettungsdienstbedarfsplan und dessen regelmäßige Fortschreibung wird in mehreren Landesgesetzen gefordert. Der Rettungsdienstbedarfsplan ist von einem Landesrettungsdienstplan (auch Rettungsdienstplan (BW) genannt) zu unterscheiden.

## Hintergrund
Der Rettungsdienst ist ein Teil der öffentlich-rechtlichen, nicht-polizeilichen Gefahrenabwehr und fällt damit nach Art. 70 Abs. 1 GG grundsätzlich in die Gesetzgebungszuständigkeit der Länder. Aufgabe des Rettungsdienstes ist die Sicherstellung einer bedarfsgerechten Versorgung der Bevölkerung mit Leistungen der Notfallrettung und des Krankentransportes zu sozial tragbaren Benutzungsentgelten.
Die Hilfsfrist stellt dabei die zentrale Planungsvorgabe für die Bedarfsplanung im Rettungsdienst dar, aus der sich der Ausbaustandard der bedarfsgerechten rettungsdienstlichen Infrastruktur ableitet. Die Einhaltung der Hilfsfrist muss dabei planerisch und organisatorisch durch die Träger des Rettungsdienstes sichergestellt werden.
Die Träger des Rettungsdienstes sind nach den Landesgesetzen meist die Landkreise und kreisfreien Städte. Diese können sich jedoch zur Aufgabenerfüllung zu Rettungsdienstzweckverbänden zusammenschließen.
Die meisten Landesrettungsdienstgesetze verpflichten die Träger des Rettungsdienstes, seine Planung in einem Rettungsdienstbedarfsplan festzuschreiben und diesen regelmäßig zu überprüfen und ggf. fortzuschreiben. In der folgenden Tabelle ist eine Übersicht über die Bundesländer aufgeführt.
| Bundesland             | Landesrettungsdienstgesetz                                  | Fordert einen Rettungsdienstbedarfsplan                                      | Bezeichnung                     |
| ---------------------- | ----------------------------------------------------------- | ---------------------------------------------------------------------------- | ------------------------------- |
| Baden-Württemberg      | Rettungsdienstgesetz (RDG)                                  | In § 6 wird die Erstellung von Bereichplänen gefordert.                      | Bereichsplan                    |
| Bayern                 | Bayerisches Rettungsdienstgesetz (BayRDG)                   | In Art. 5 wird die Versorgungsplanung gefordert.                             | Versorgungsplanung              |
| Berlin                 | Gesetz über den Rettungsdienst für das Land Berlin (RDG)    | -                                                                            | -                               |
| Brandenburg            | Brandenburgisches Rettungsdienstgesetz (BbgRettG)           | In § 8 wird die Erstellung von Rettungsdienstbereichplänen gefordert.        | Rettungsdienstbereichsplan      |
| Bremen                 | Bremisches Hilfeleistungsgesetz (BremHilfeG)                | In § 28 wird die Erstellung von Rettungsdienstbedarfsplänen gefordert.       | Rettungsdienstbedarfsplan       |
| Hamburg                | Hamburgisches Rettungsdienstgesetz (HmbRDG)                 | In § 7 wird die Rettungsdienstbedarfsplanung genannt.                        | Rettungsdienstbedarfsplanung    |
| Hessen                 | Hessisches Rettungsdienstgesetz (HRDG)                      | In § 15 wird die Erstellung von Bereichplänen gefordert.                     | Bereichsplan                    |
| Mecklenburg-Vorpommern | Rettungsdienstgesetz Mecklenburg-Vorpommern (RDG M-V)       | In § 9 wird die Bedarfsplanung erwähnt.                                      | Bedarfsplanung                  |
| Niedersachsen          | Niedersächsisches Rettungsdienstgesetz (NRettDG)            | In § 4 wird ein Bedarfsplan gefordert.                                       | Bedarfsplan                     |
| Nordrhein-Westfalen    | Rettungsgesetz NRW (RettG NRW)                              | In § 12 wird die Erstellung von Bedarfsplänen gefordert.                     | Bedarfsplan                     |
| Rheinland-Pfalz        | Rettungsdienstgesetz (RettDG)                               | In § 4 wird die Versorgungsplanung erwähnt.                                  | Versorgungsplanung              |
| Saarland               | Saarländisches Rettungsdienstgesetz                         | In § 6 wird die Planung des Rettungsdienst gefordert.                        | Planung                         |
| Sachsen                | Sächsisches Rettungsdienstgesetz – SächsRettDG              | In § 5 wird die Erstellung von Bereichplänen gefordert.                      | Bereichsplan                    |
| Sachsen-Anhalt         | Rettungsdienstgesetz des Landes Sachsen-Anhalt (RettDG LSA) | In § 7 wird die Erstellung des Rettungsdienstbereichplans gefordert          | Rettungsdienstbereichsplan      |
| Schleswig Holstein     | Schleswig-Holsteinisches Rettungsdienstgesetz (SHRDG)       | In § 4 wird eine Planung gefordert, ein Plan ist nicht ausdrücklich genannt. | Planung der Versorgungsstruktur |
| Thüringen              | Thüringer Rettungsdienstgesetz (ThürRettG)                  | In § 12 wird die Erstellung von Rettungsdienstbereichsplänen gefordert.      | Rettungsdienstbereichsplan      |

## Methodiken
Die methodischen Grundlagen der Planungsmethoden für die Bedarfsermittlung im Rettungsdienst sind in der Bundesrepublik Deutschland Mitte der 1970er Jahre im Rahmen von Forschungsprojekten der Bundesanstalt für Straßen- und Verkehrswesen (BASt) erarbeitet worden. Ausgangspunkt ist hier das so genannte Simulationsmodell "Rettungswesen", auf dem die heute allgemein gebräuchlichen Beschreibungen der rettungsdienstlichen Infrastruktur ebenso beruhen wie die Definitionen zur Erfassung und Optimierung der Abläufe im rettungsdienstlichen Leistungsgeschehen. Heute existieren umfangreiche Darstellungen der rettungsdienstlichen Planungsmethoden, die den derzeitigen Stand der allgemein anerkannten Regeln der Technik widerspiegeln.
Die Rettungsdienstbedarfsplanung folgt im Kern einer klar strukturierten Hierarchie, bei der jeder Schritt sinnvoll auf dem vorherigen aufbaut und eine fundierte, ganzheitliche und bedarfsgerechte Planung ermöglicht. Diese Schritte umfassen die Standortplanung, die Fahrzeugvorhaltung, den Personalbedarf und die Kostenplanung.

### Standortplanung
Die Landesrettungsdienstgesetze verlangen, dass Notfallpatienten schnellstmöglich und fachgerecht versorgt und transportiert werden, wobei die so genannte Hilfsfrist die zeitliche Obergrenze definiert. Um dies zu gewährleisten, müssen Rettungswachen so im Raum verteilt sein, dass alle Gebiete unter Berücksichtigung von Straßeninfrastruktur und Topografie innerhalb der Hilfsfrist erreicht werden können. Die Standortplanung berücksichtigt sowohl Einsatzschwerpunkte als auch über das Gebot der Mindestanzahl an Rettungswachen das Wirtschaftlichkeitsgebot nach dem SGB V, wodurch aus der Hilfsfrist abgeleitete Fahrzeiten zur Grundlage der Planung werden. Mittels Befahrungen und Fahrzeitanalysen werden realistische Anfahrzeiten ermittelt und auf ein digitales Straßennetz übertragen. In einem zweistufigen Planungsverfahren werden zunächst zentrale Städte mit Wachenstandorten festgelegt, bevor die genaue Lage aller weiteren bedarfsgerechten Rettungswachen bestimmt wird. Wenn Versorgungsbereiche über Verwaltungsgrenzen hinausgehen, sind bereichsübergreifende Kooperationen erforderlich, um mit möglichst wenigen Wachen eine flächendeckende Versorgung sicherzustellen.
In Nordrhein-Westfalen bestimmt die Größe einer Stadt, ob sie automatisch auch Standort einer Rettungswache ist.

### Bedarfsgerechte Fahrzeugvorhaltung
Nach der Standortplanung der Rettungswachen wird im nächsten Schritt die bedarfsgerechte Vorhaltung von Rettungsmitteln geplant, um das erwartete Einsatzaufkommen in den Versorgungsbereichen abdecken zu können. Dabei wird zwischen Notfallrettung (mit Sonder- und Wegerecht) und Krankentransport (ohne Sonderrechte) unterschieden, wobei Abweichungen von Durchschnittswerten einer vertieften Analyse bedürfen. Grundlage der Bemessung ist die tatsächliche Nachfrage im Versorgungsbereich, unabhängig vom Zuständigkeitsbereich des real gefahrenen Einsatzmittel. Die Bemessung erfolgt risikoabhängig für Notfälle und frequenzabhängig für Krankentransporte, wobei zeitliche Übertragungen bei Letzteren nur begrenzt zulässig sind. In einem mehrstufigen Verfahren werden Fahrzeugvorhaltungen für Notfälle, Krankentransporte (nah und fern) und Notarztstandorte getrennt berechnet. Abschließend fließen alle Ergebnisse in einen Rettungsmittelvorhalteplan ein, der die Anzahl benötigter Fahrzeuge nach Tageskategorien und Dienstzeiten differenziert.

#### Risikoabhängige Fahrzeugbemessung
Die Bemessung der Notfallrettungsmittelvorhaltung erfolgt risikoabhängig auf Basis der jährlich zu erwartenden Anzahl bemessungsrelevanter Notfalleinsätze. Dabei steht nicht der durchschnittliche Bedarf im Vordergrund, sondern die Wahrscheinlichkeit gleichzeitig auftretender Notfälle. Maßgeblich ist das statistisch unvermeidbare gleichzeitige Auftreten mehrerer Notfälle innerhalb kurzer Zeiträume. Zur Ermittlung geeigneter Vorhaltungen wird auf stochastische Verfahren, insbesondere die Poisson-Verteilung, zurückgegriffen. Ziel ist es, die Anzahl der Fahrzeuge so zu bemessen, dass eine definierte Leistungsanforderung mit vorgegebener Eintreffzeit in einem festgelegten Prozentsatz der Fälle eingehalten wird. Die Bemessung erfolgt bezogen auf den jeweiligen Rettungswachenversorgungsbereich.
Die risikoabhängige Fahrzeugbemessung wurde im Urteil Az.: 13 LC 188/14 vom Oberverwaltungsgericht Niedersachsen mit ihrem Sicherheitsniveau und den Wiederkehrzeiten bestätigt.

#### Frequenzabhängige Fahrzeugbemessung
Die frequenzabhängige Bemessung der Fahrzeugvorhaltung im Krankentransport erfolgt auf Basis der stündlichen Alarmierungshäufigkeit und der mittleren Einsatzzeit pro Fahrt. Für jedes Stundenintervall wird die notwendige Anzahl an Fahrzeugen so berechnet, dass der daraus resultierende maximale Einsatzzeitbedarf innerhalb von 30 Minuten Wartezeit bedient werden kann. Nicht abgearbeitete Einsatzzeitbedarfe aus vorherigen Stunden sind dabei mit zu berücksichtigen. Zusätzlich ist zu prüfen, ob eine zentral koordinierte Vorhaltung wirtschaftlicher ist, insbesondere in ländlichen Gebieten oder zu nachfrageschwachen Zeiten. Fernfahrten mit über 2 Stunden Dauer und Zielen außerhalb des Zuständigkeitsbereichs werden separat betrachtet und nur dann bemessungsrelevant, wenn ihre Häufigkeit eine bestimmte Stufe übersteigt. Auch sie sind entsprechend ihrer Einsatzzeit in die Vorhaltungsplanung einzubeziehen.

### Personalbedarf
Im Rahmen der Bedarfsplanung im Rettungsdienst wird die Ermittlung des Personalbedarfs für Leitstellen-, Einsatz- und Verwaltungspersonal anhand der gesetzlichen und tarifvertraglichen Arbeitszeitregelungen durchgeführt. Zentrale Grundlage ist das Arbeitszeitgesetz (ArbZG), das unter anderem Höchstarbeitszeiten, Ruhezeiten und Pausen regelt, wobei für den Rettungsdienst relevante Abweichungen durch Tarifverträge möglich sind. Besonders bedeutsam sind dabei Vorschriften zur Doppelbeschäftigung, Nachtarbeit, Schichtarbeit sowie Bereitschaftsdienst, da diese typische Arbeitsformen im Rettungsdienst darstellen. Die Einhaltung dieser Vorgaben ist sowohl für den Arbeitsschutz als auch für die rechtskonforme Personalplanung essenziell.

## Weiterführende Literatur
- Reinhard Schmiedel, Holger Behrendt, Emil Betzler: Regelwerk zur Bedarfsplanung Rettungsdienst. Mendel, Witten 2012, ISBN 978-3-943011-05-0
- Holger Behrendt: Personalbedarf und Dienstplangestaltung im RD. Verlag Stumpf & Kossendey GmbH, 2012 , ISBN 978-3-943174-00-7
- Reinhard Schmiedel, Holger Behrendt, Emil Betzler: Bedarfsplanung im Rettungsdienst. Springer Berlin, Heidelberg 2004    https://doi.org/10.1007/978-3-642-18526-7